# Cantharellus amethysteus
Cantharellus amethysteus (Lucien Quélet, 1883 ex Pier Andrea Saccardo,  1887) din încrengătura Basidiomycota, în familia Cantharellaceae și de genul Cantharellus este o specie de ciuperci comestibile destul de răspândită care coabitează, fiind un simbiont micoriza (formează micorize pe rădăcinile arborilor). Ea este foarte des confundată cu veritabilul Cantharellus cibariusdenumită de aceea în popor de asemenea gălbior Buretele se dezvoltă în România, Basarabia și Bucovina de Nord de obicei în grupuri mici pe soluri proaspete, pronunțat alcaline și sărace în nutrienți, nisipoase și lutoase, peste roci de silicat și gresie mai ales pe poteci forestiere și terasamente cu puțină vegetație în păduri de foioase (sub fagi, stejari) și mesteceni. Foarte ocazional, aceste ciuperci se găsesc în cele de conifere sub pini. Timpul apariției este din iunie până în septembrie (octombrie).

## Taxonomie

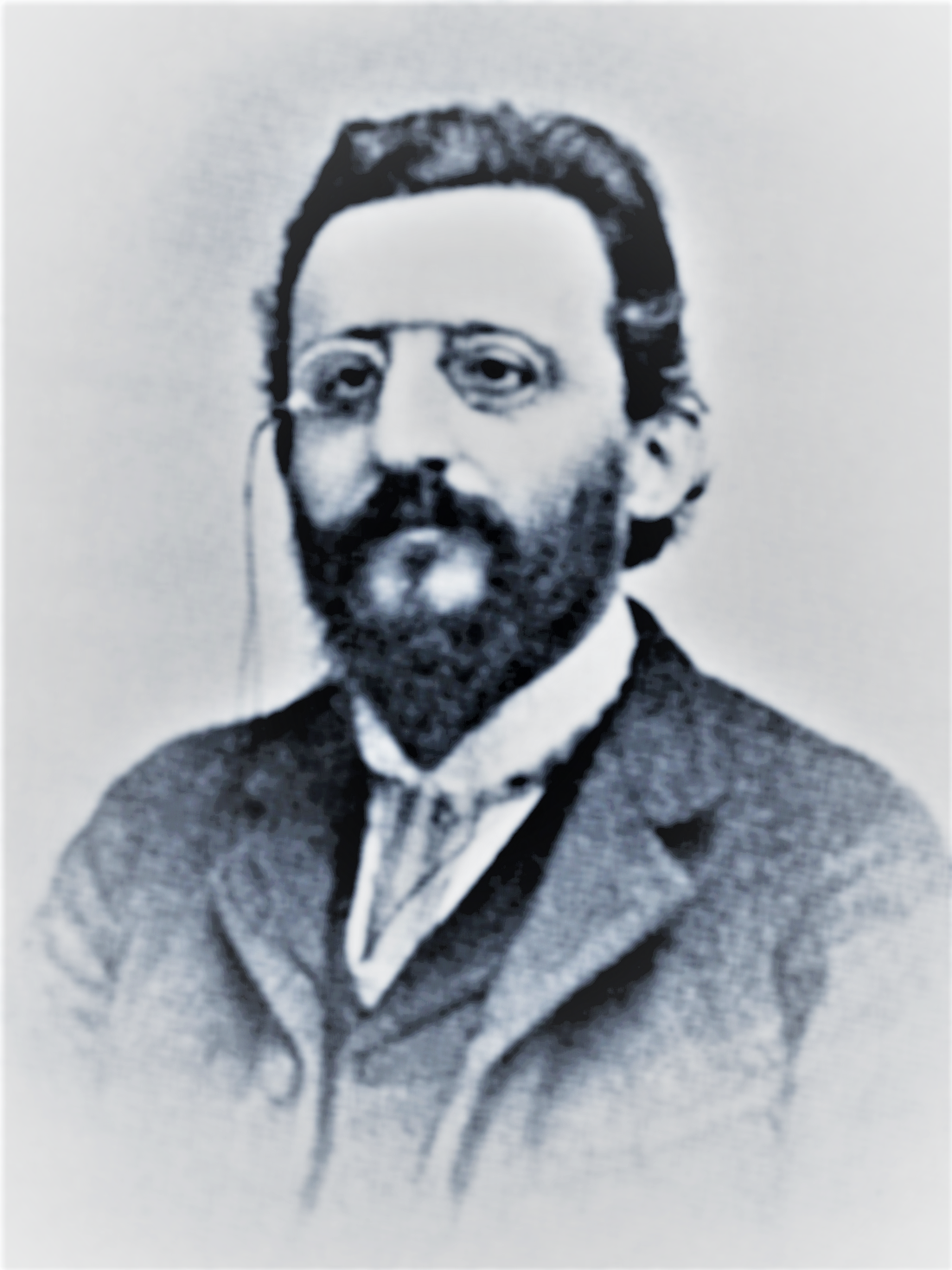
P. A. Saccardo

Numele binomial a fost determinat drept Cantharellus cibarius var. amethysteus de renumitul micolog francez Lucien Quélet în volumul 11 al jurnalului științific Comptes Rendus de l´Association Française pour l´Avancement des Sciences din 1884,
Apoi, în 1887, cunoscutul micolog italian Pier Andrea Saccardo a declarat specia independentă cu epitetul amethysteus, de verificat în volumul 5 al marii sale lucrări Sylloge fungorum omnium husque cognitorum, fiind și numele curent valabil (2025).
Sinonime obligatorii sunt "Craterellus amethysteus" (Lucien Quélet, 1888), "Merulius amethysteus" (Otto Kuntze, 1891) și "Cantharellus cibarius" var. "amethysteus" (Bruno Cetto, 1987).
Dar și toate celelalte descrieri inclus variațiile sunt acceptate.
Epitetul specific este derivat din adjectivul latin (latină tamethystinus=de culoarea ametistului), datorită coloritului.

## Descriere

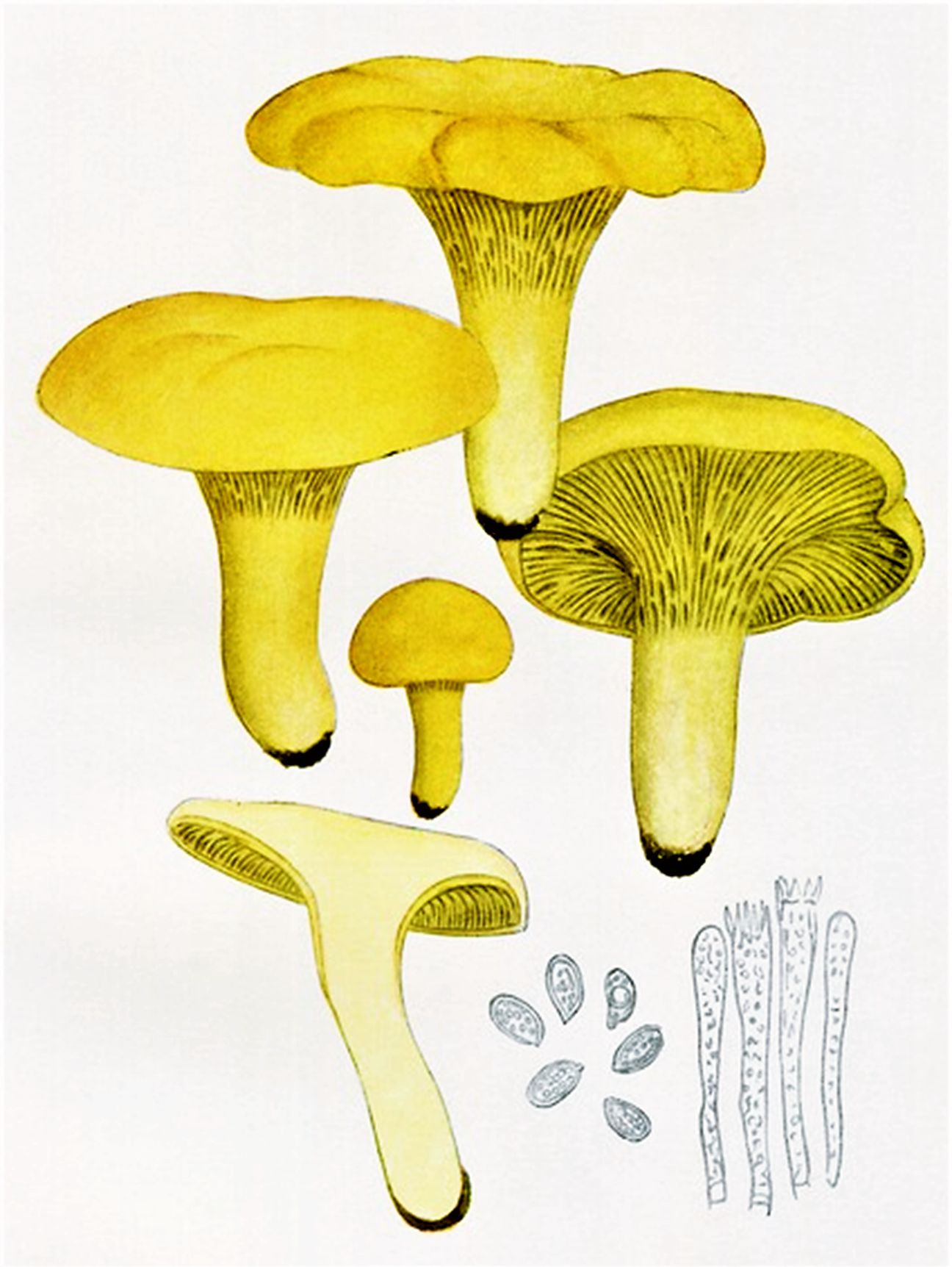
Bres.: C. cibarius, asemănător

- Pălăria: cărnoasă cu un diametru de 3-9 (în cazuri excepționale 20) cm este inițial semisferică până la bombată cu marginea rulată, ulterior de obicei turtită până la deprimată în centru și adesea zonară, în sfârșit în formă de pâlnie, uneori întoarsă cu susul în jos. Marginea este ondulată neregulat și, mai târziu, adesea îndoită, chiar lobată. Cuticula mată și catifelată, nu rar mici cocoloașe, este acoperită cu solzi violeți sau mov pe un fundal galben auriu cu nuanțe violete pe margine. Culoarea pălăriilor este extrem de variabilă. Sunt posibile o mare varietate de nuanțe de culoare, de la complet violet la galben-violet până la aproape complet gălbui, cu doar solzi de un violet slab în mijloc. În tinerețe, coloritul corespunde cu acel al gălbiorilor.
- Himenoforul: nu are lamele ci pseudo-lamele (stinghii) gălbuie, relativ joase și destul de groase, ferm atașate de carne, bifurcate de mai multe ori și interconectate, fiind mai drepte lângă tulpină, dar bifurcate și mai răsucite spre marginea pălăriei, puternic decurente care se înclină treptat de a lungul piciorului.
- Piciorul: neted, ferm, dur și fibros cu o înălțime de 3-6 (8) cm și o grosime de 1-2 cm, este ușor conic, îngustându-se în jos, adesea curbat și plin pe interior. Coloritul este albicios până la galben pal, spre bază cu nuanțe maronii, devenind roșu ruginiu când ciuperca este atinsă sau rănită.
- Carnea: este destul de fermă, ușor fibroasă, albicioasă până la galbenă sau galbenă crem pal. Mirosul este plăcut, asemănător gălbiorilor, ușor fructuos, ceva de caise și gustul blând până la slab piperat.[4][5]
- Caracteristici microscopice: are spori lat elipsoidali până ovoidali, netezi, apiculați, granulați în interior, neamilozi și hialini (translucizi), măsurând 8,3 (9,9) -11,5 (11,9) x 4,5- 5,4 (6,3). Pulberea lor este albă. Basidiile cu o dimensiune de 60-75 x 6-11 microni sunt lung clavate, fiecare cu 2-4 sterigme, unite cu fibule. Prezintă un sistem de hife monomitice cu hife generative de până la 5 μm, cu pereți groși  și articulații fibulare. Cistidele (elemente sterile situate în stratul himenal sau printre celulele din pielița pălăriei și a piciorului, probabil cu rol de excreție) de mărime și aspect asemănător sunt rotunjite la vârf.[12][13]
- Reacții chimice: carnea se colorează cu fenol gri-violet, cu sulfat de fier mai întâi gri-albăstrui, apoi maroniu și cu tinctură de Guaiacum după câteva minute albastru.[14] Sporii sunt translucizi și sticloși în hidroxid de potasiu.[15]

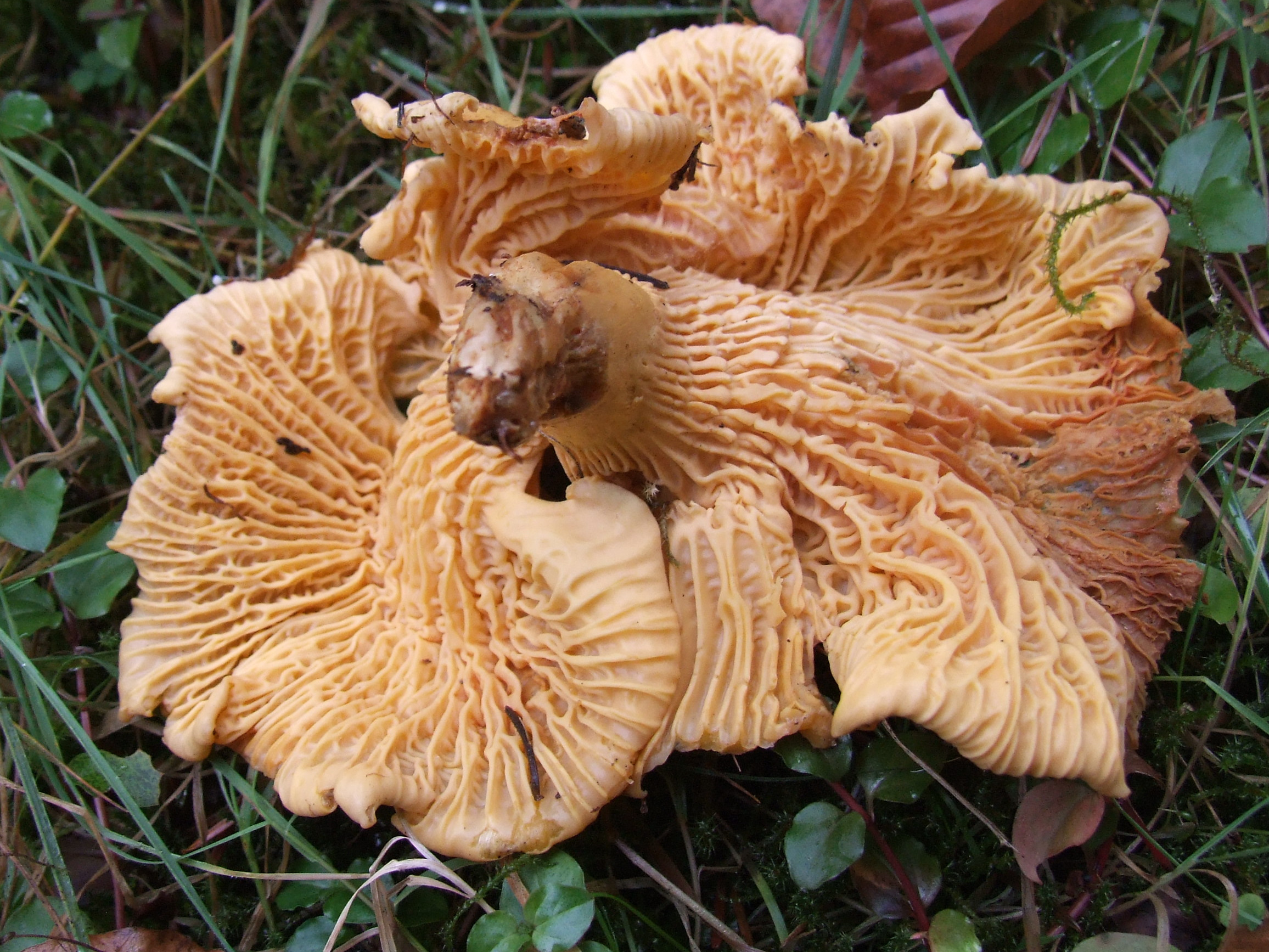
C. amethysteus, stinghii
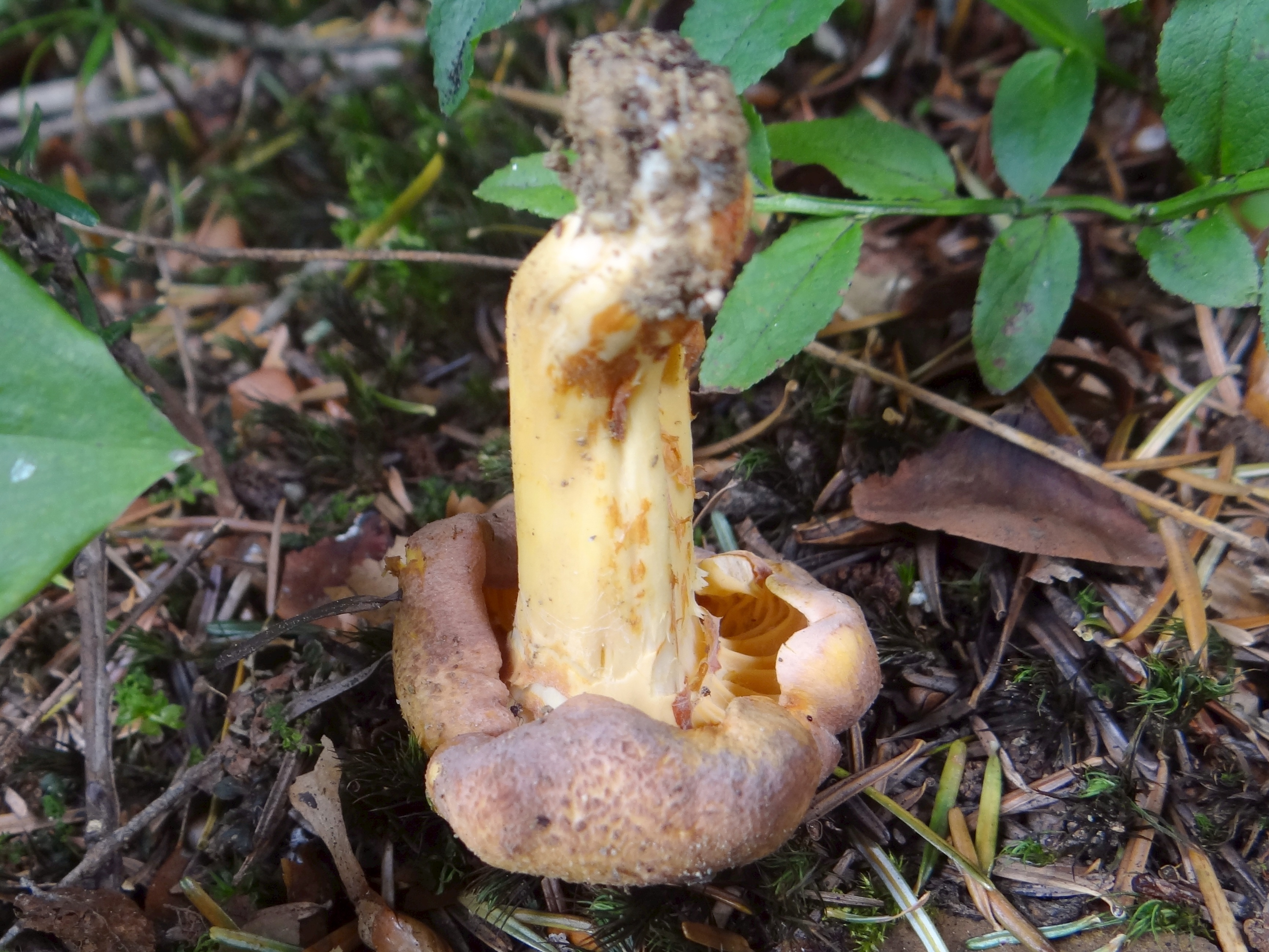
C. amethysteus matur, picior
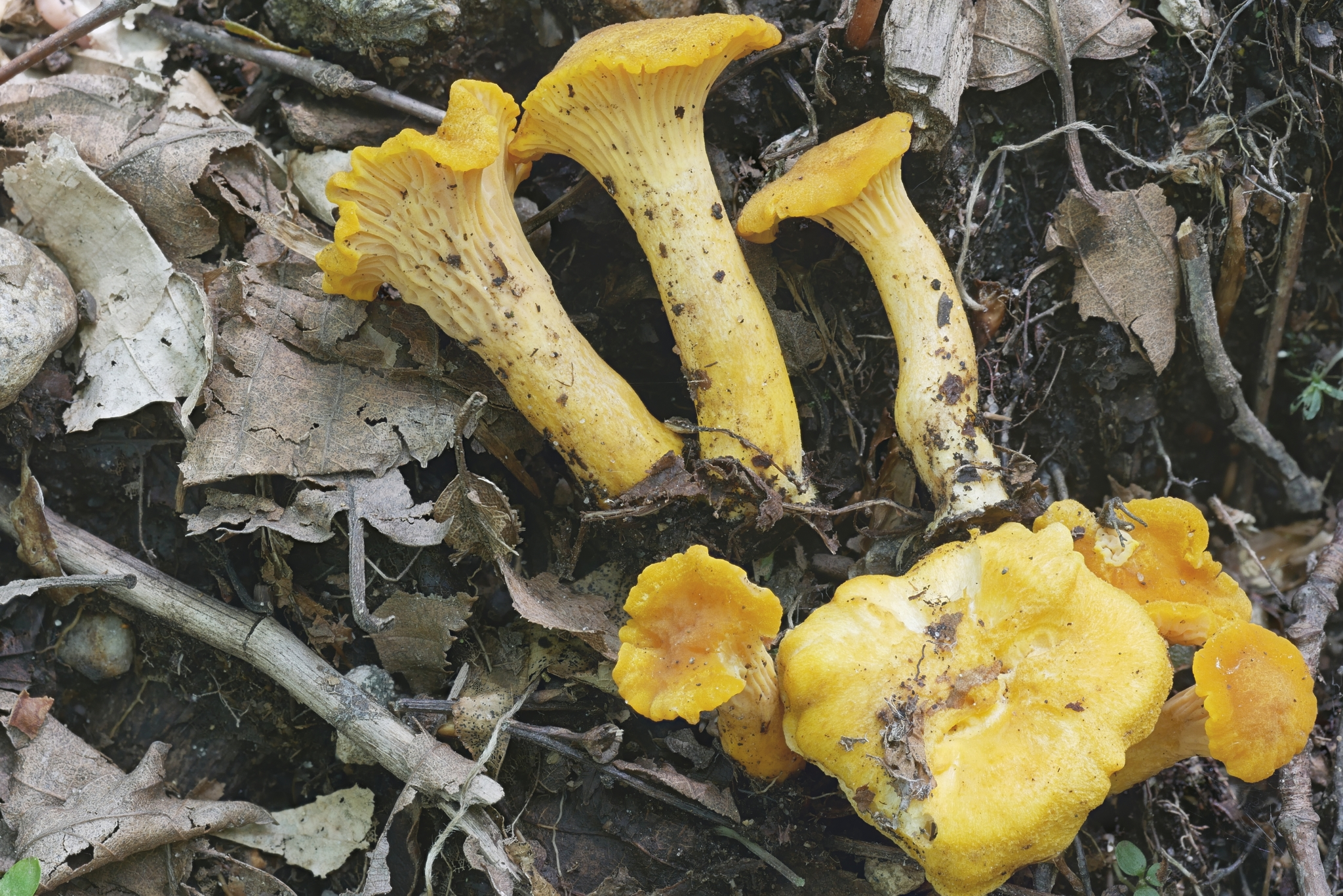
C. amethysteus tineri
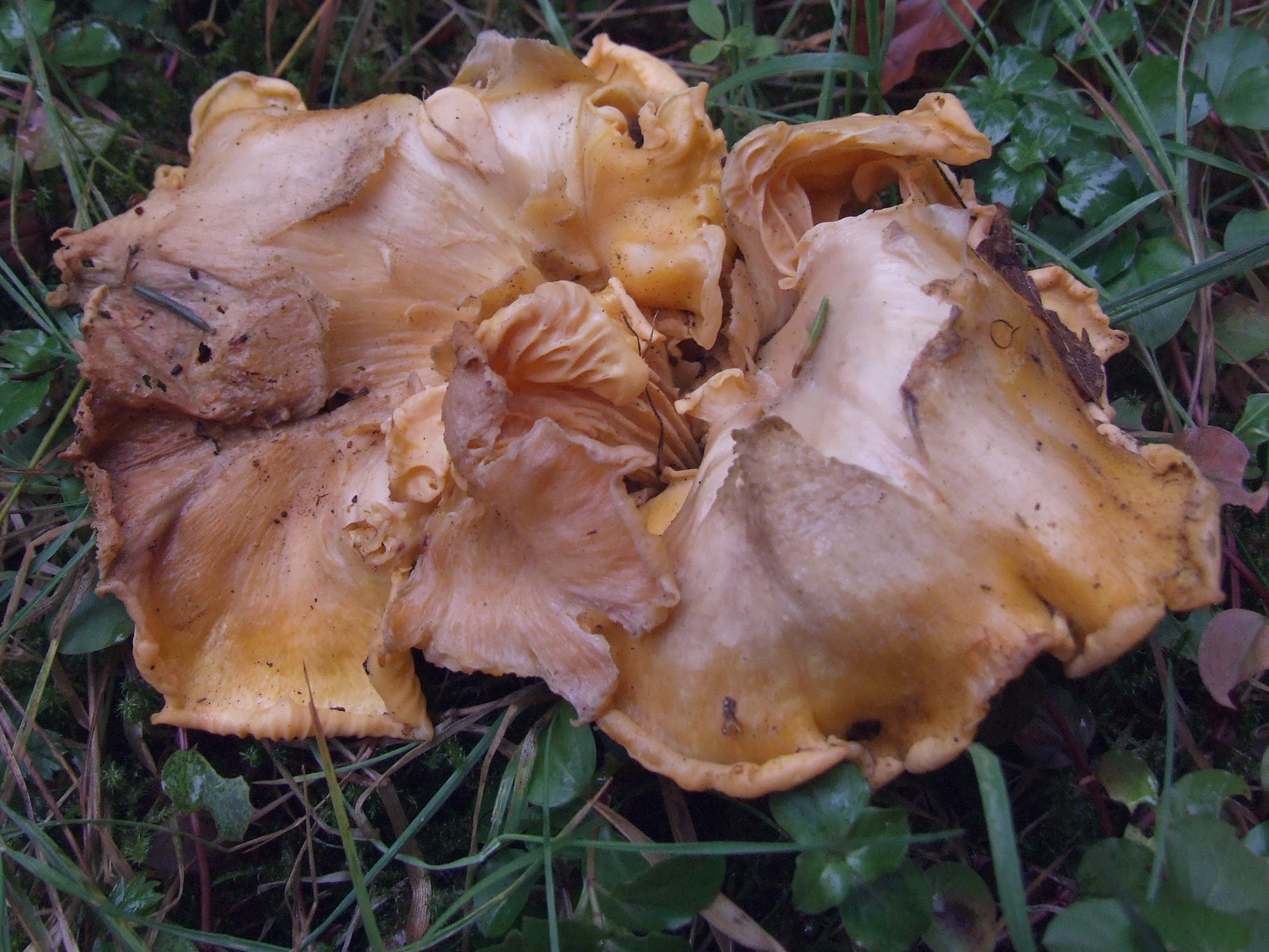
C. amethysteus bătrâni
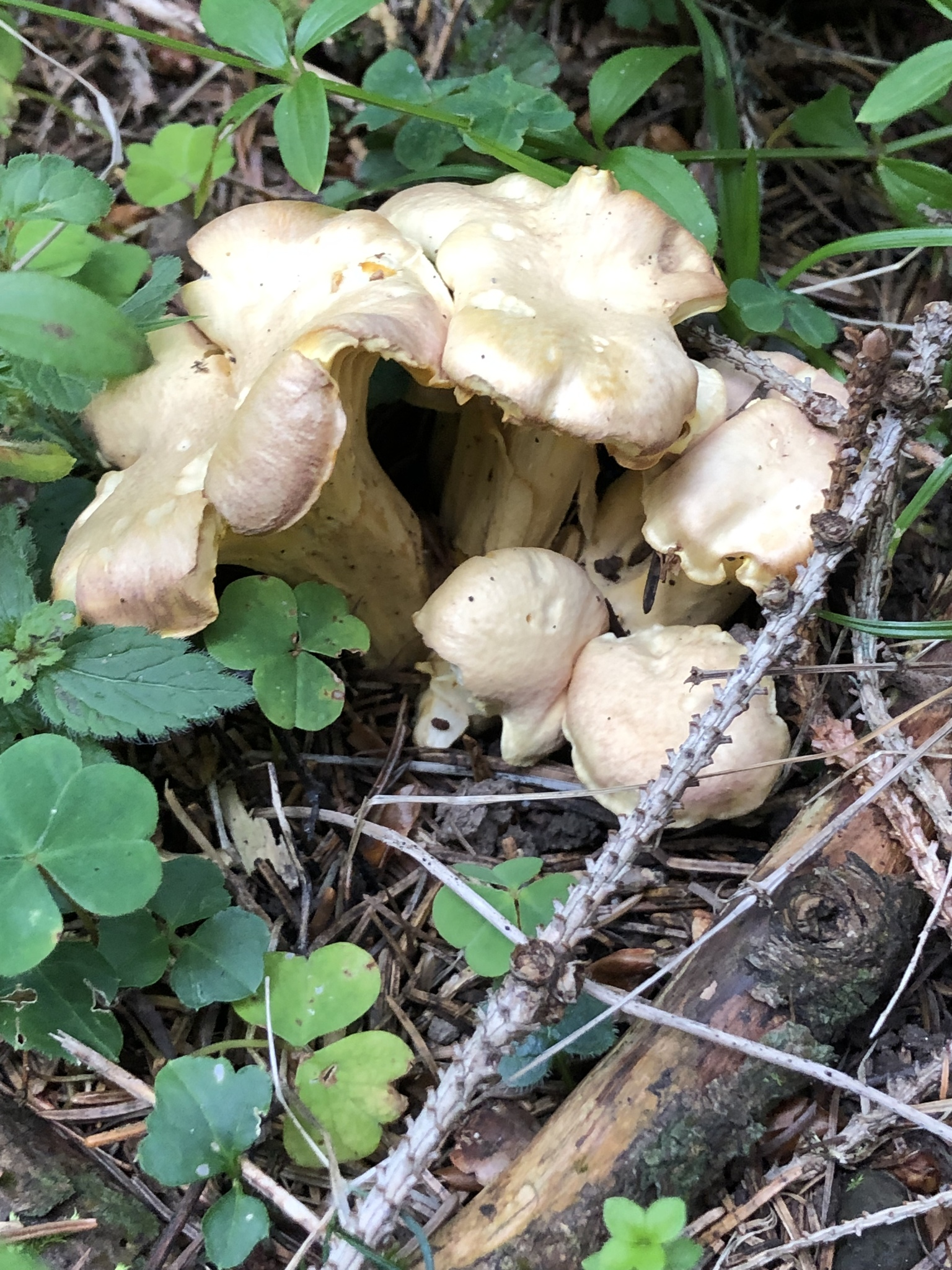
C. amethysteus decolorați
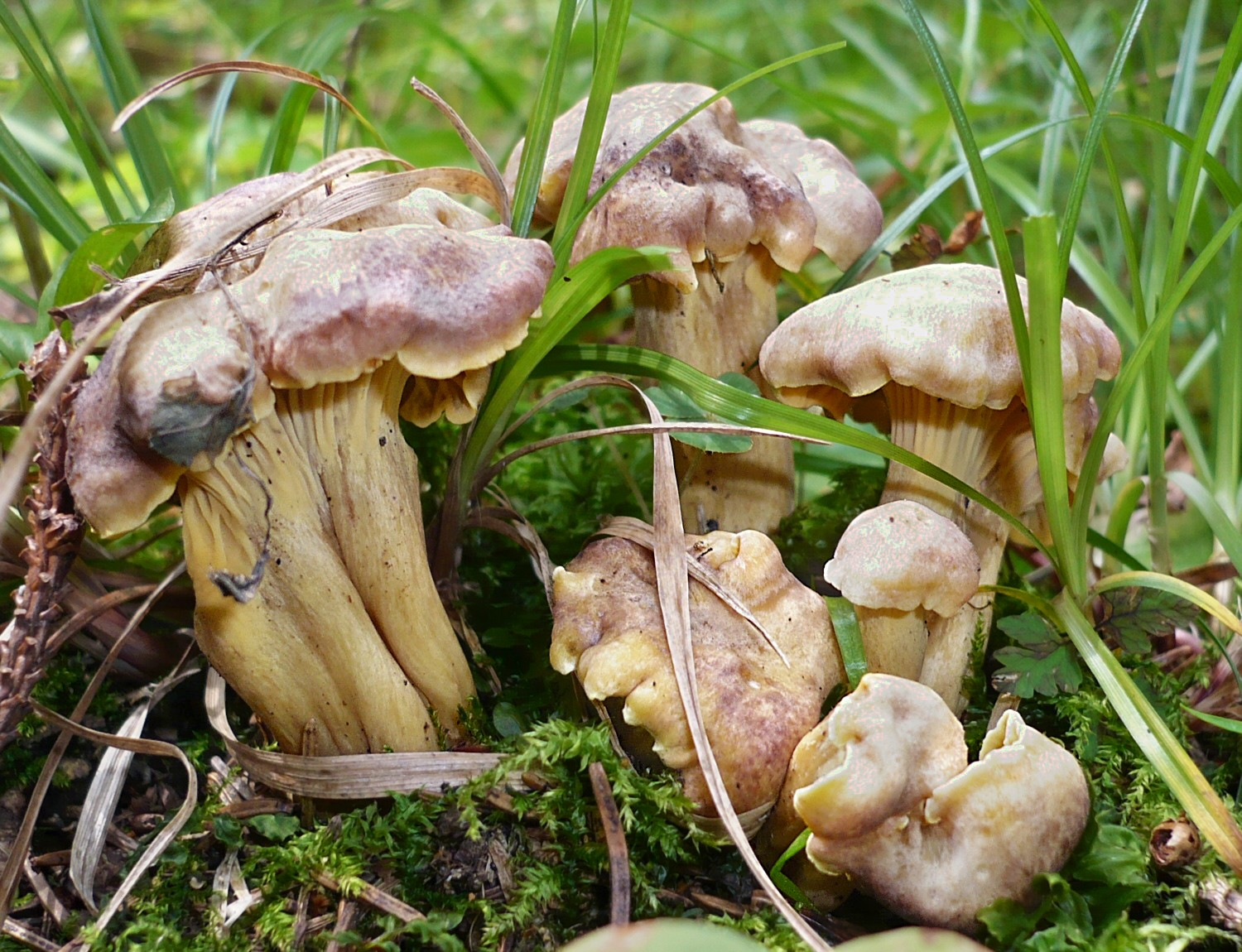
C. amethysteus violeți
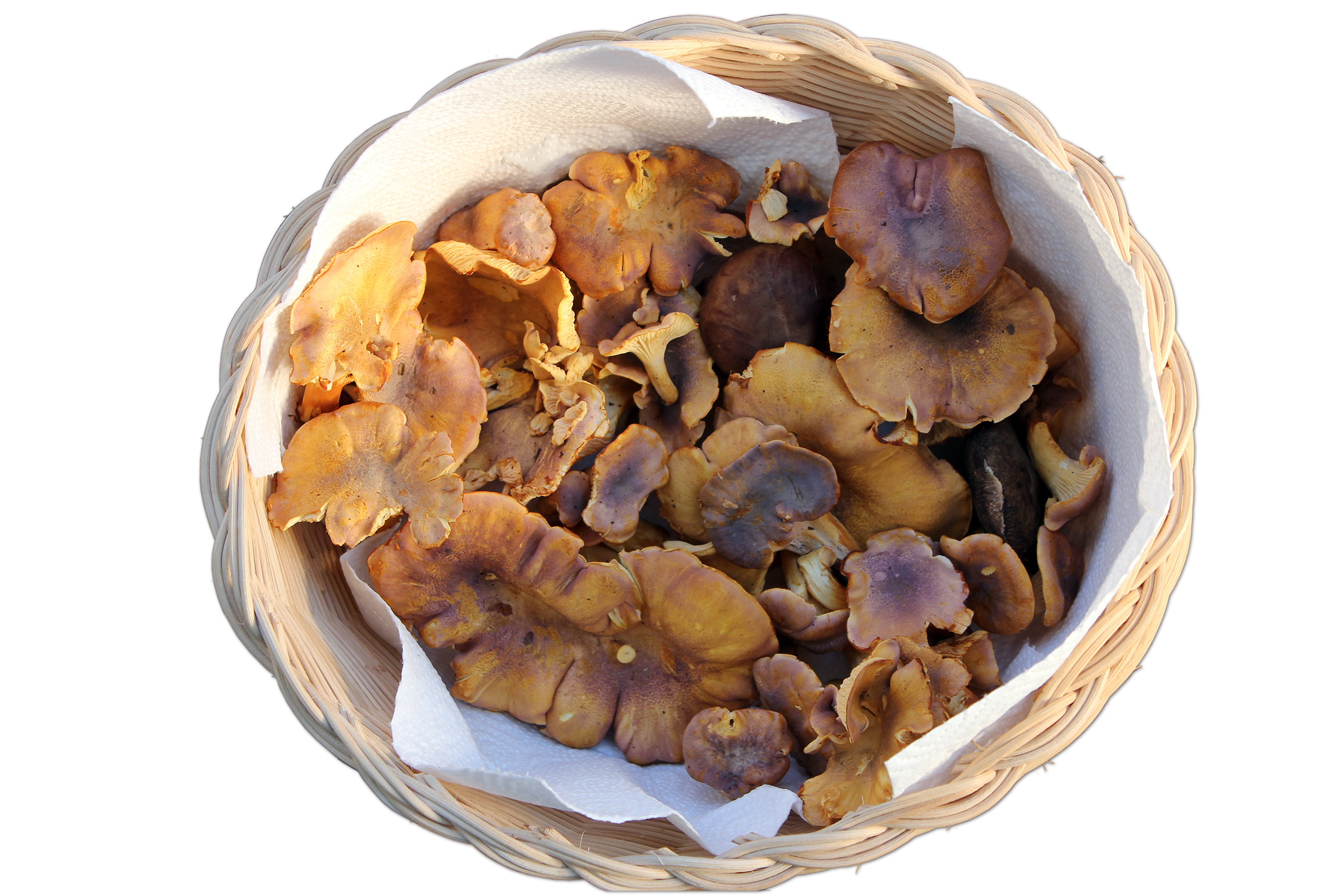
C. amethysteus în diferite stadii și mărimi

## Confuzii
Cantharellus amethysteus poate fi confundat în primul rând cu Cantharellus cibarius, mai ales în stadiu tânăr, mai departe, de exemplu cu alte specii comestibile, cum sunt Cantharellus ferruginascens, Cantharellus friesii, Cantharellus ianthinoxanthus, Cantharellus melanoxeros sin.Craterellus melanoxeros (foarte gustos), Cantharellus pallens, Cantharellus subalbidus sau Craterellus tubaeformis precum cu Hygrocybe aurantiosplendens,, Hygrocybe cantharellus (comestibilă), Hygrocybe chlorophana, Hygrocybe quieta, Hygrophoropsis aurantiaca, dar și cu otrăvitorul Omphalotus olearius. Posibilă este și confuzia cu Hydnum repandum sau Hydnum rufescens, al căror himenofor constă din aculei.

## Specii asemănătoare

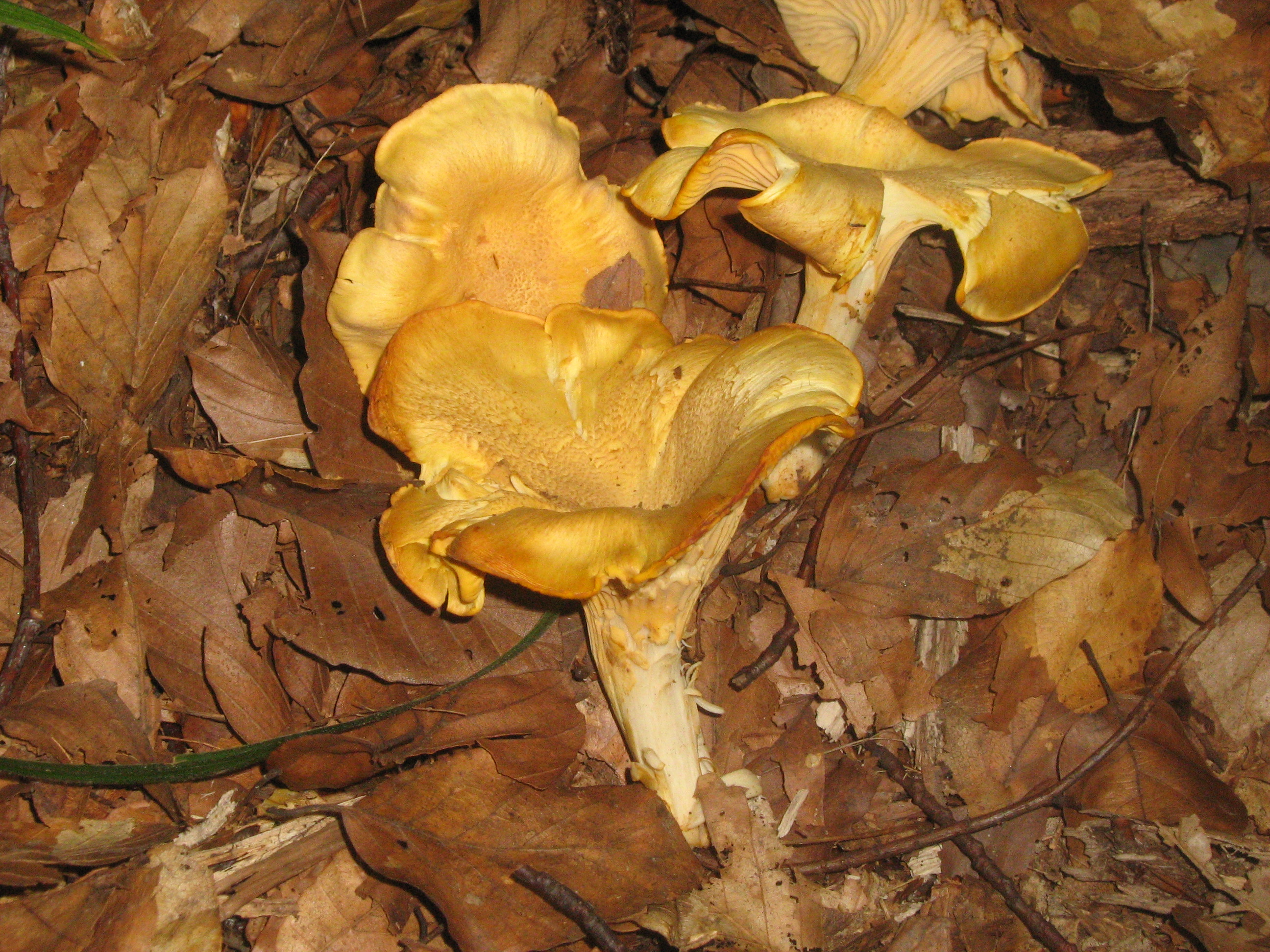
Cantharellus cibarius
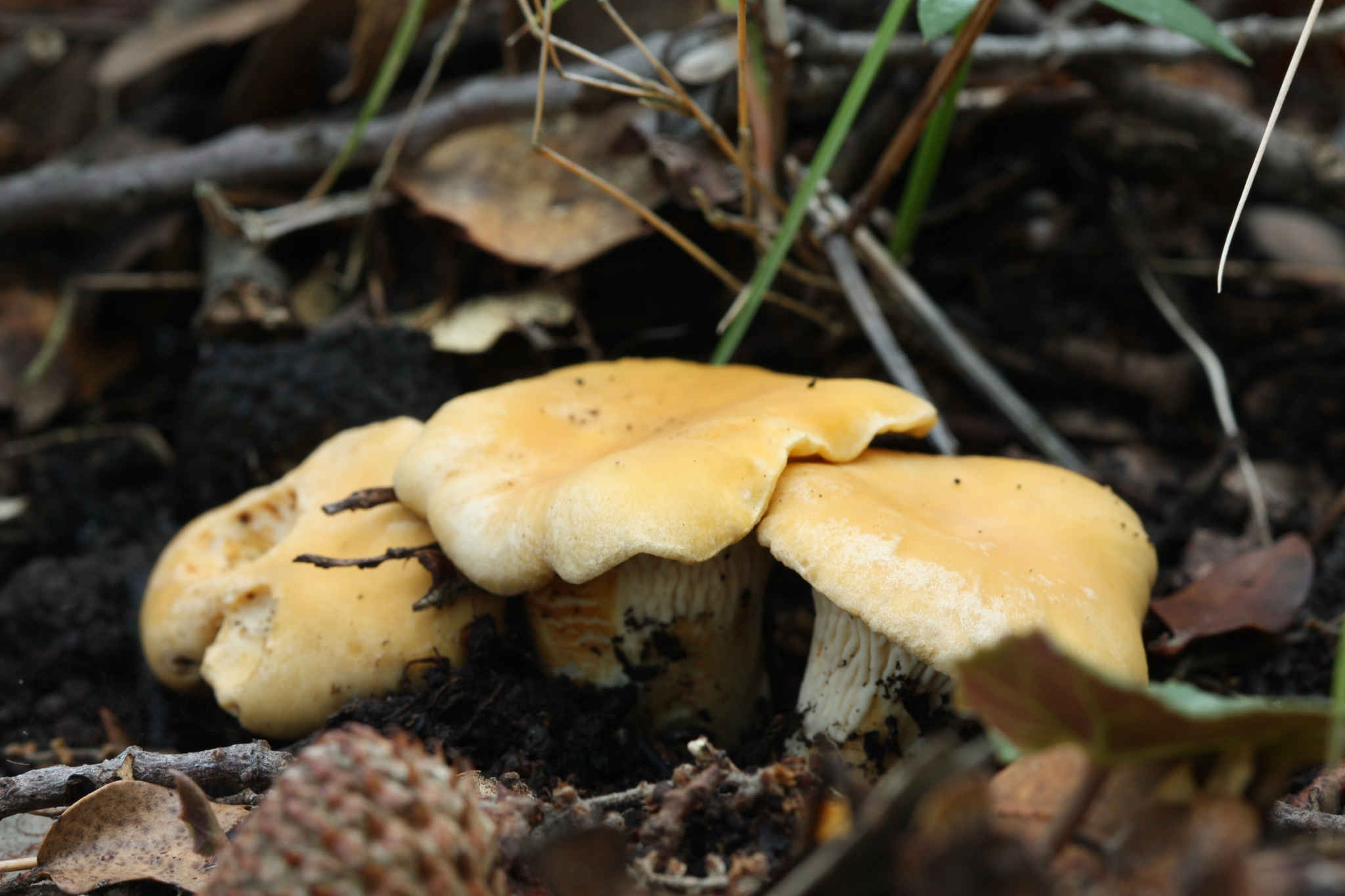
Cantharellus ferruginascens
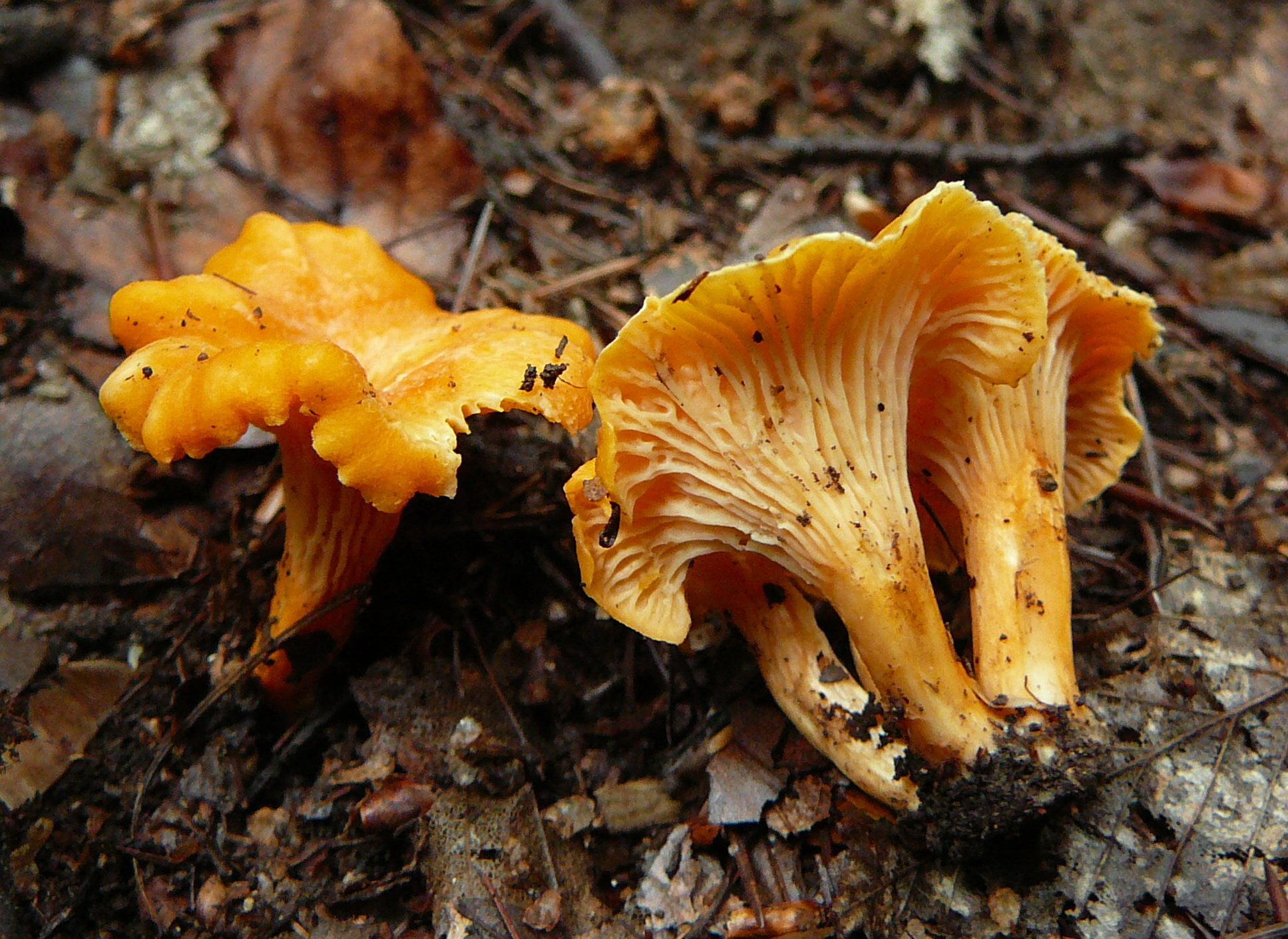
Cantharellus friesii
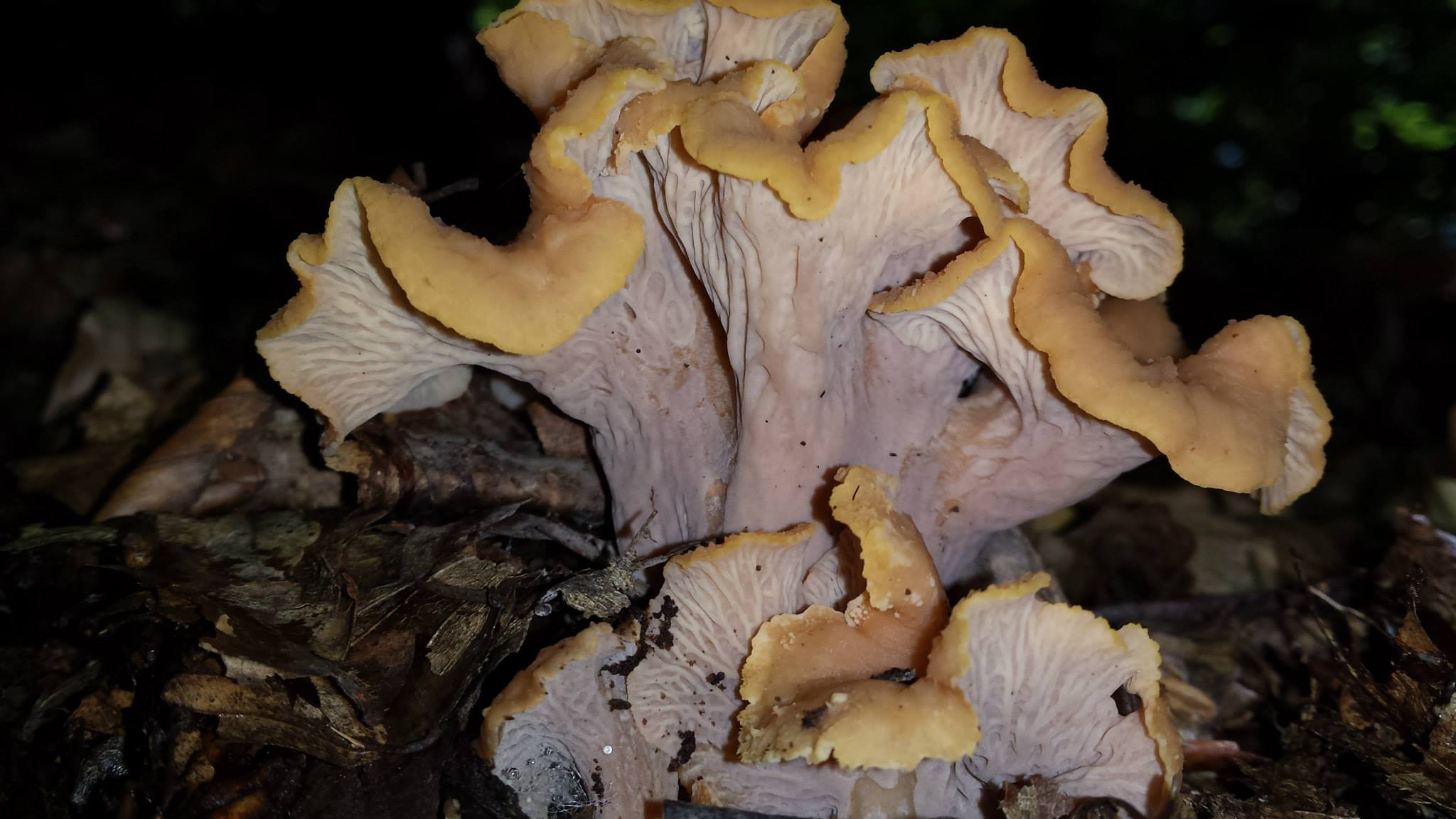
Cantharellus ianthinoxanthus
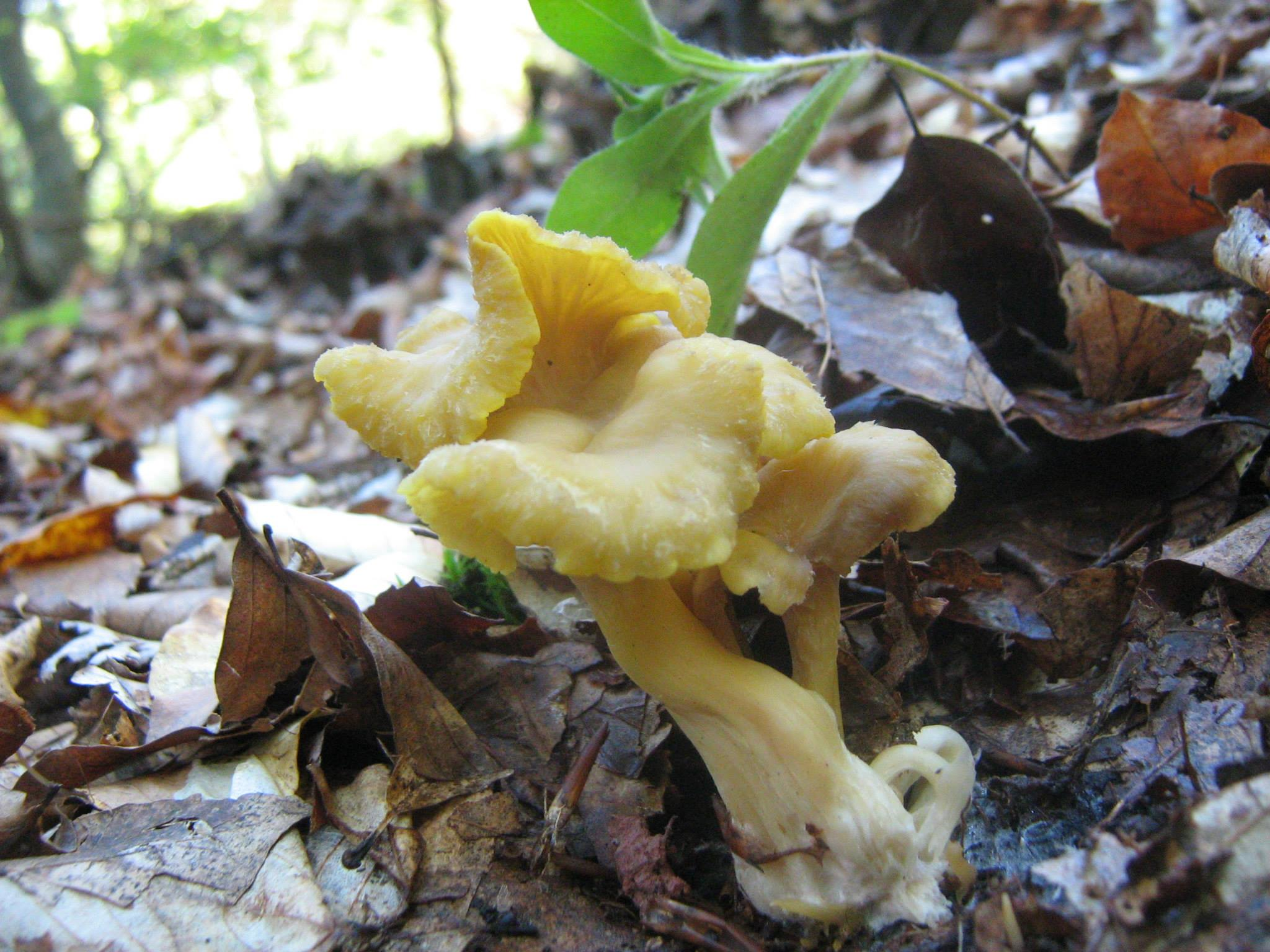
Cantharellus melanoxeros
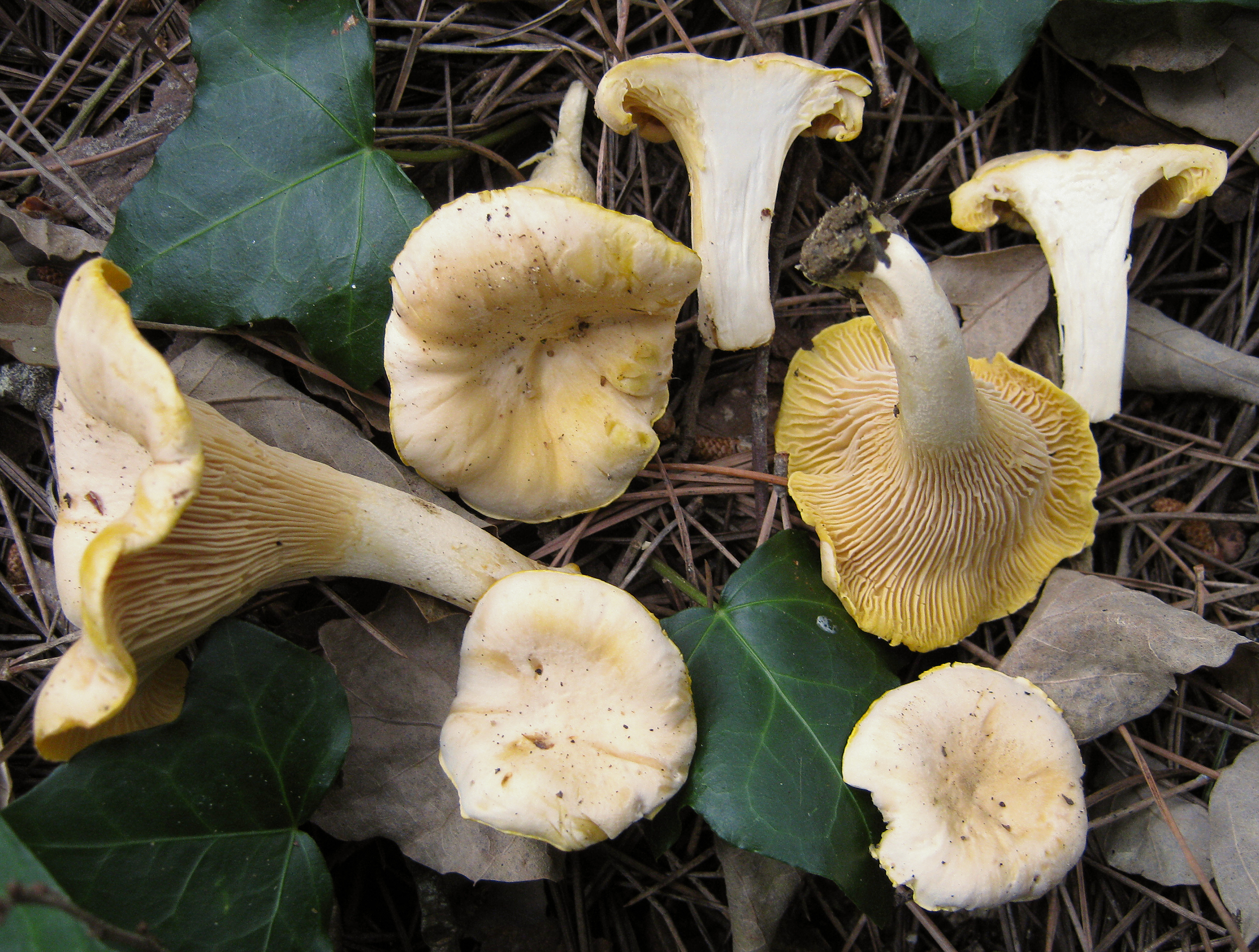
Cantharellus pallens

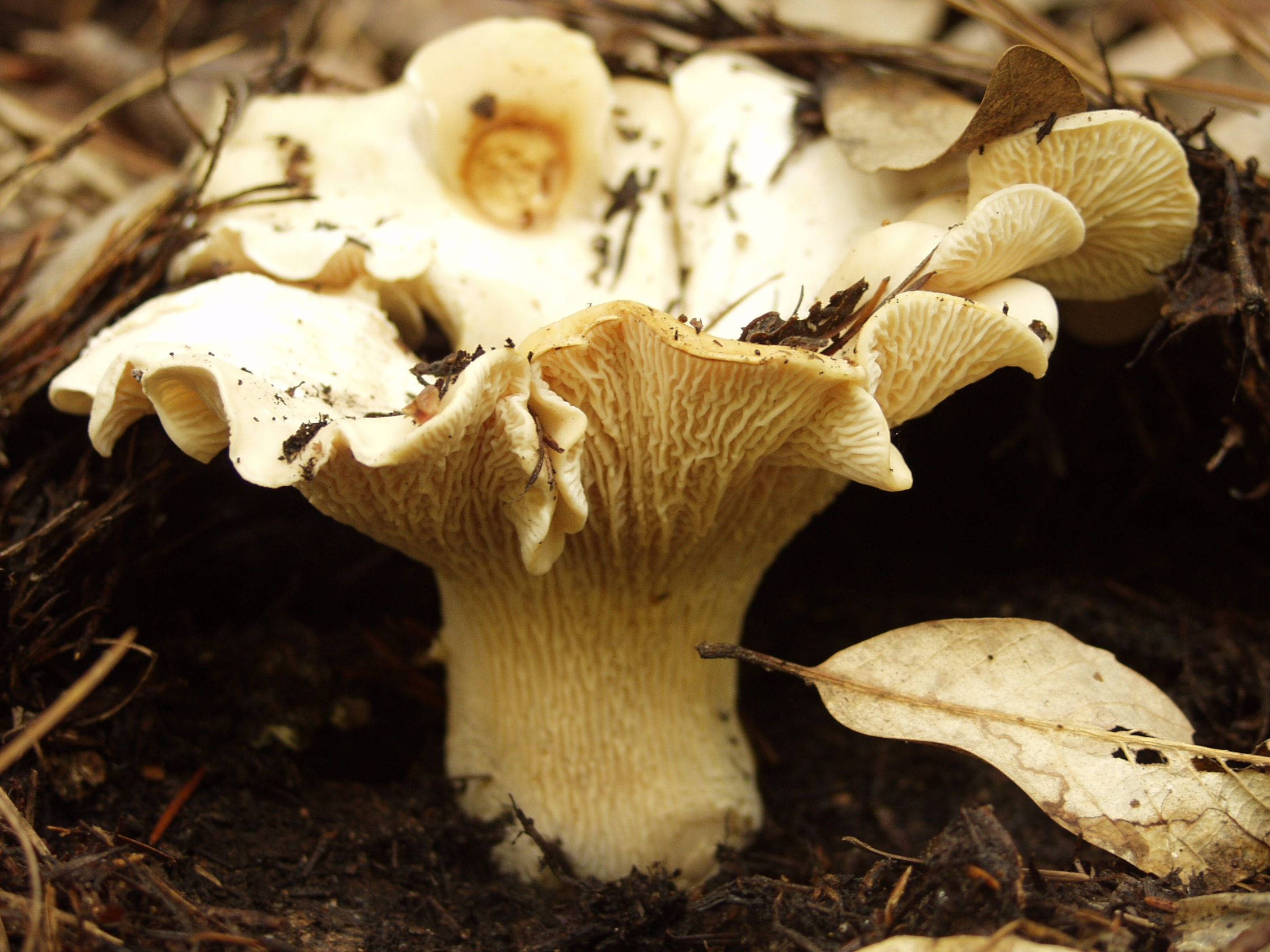
Cantharellus subalbidus
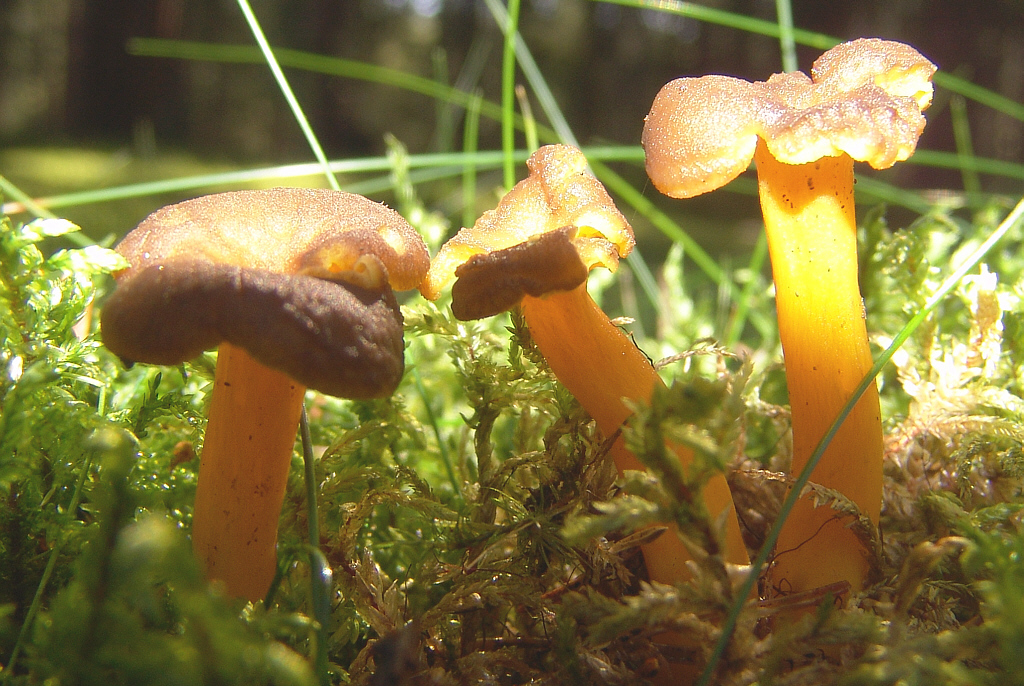
Craterellus tubaeformis
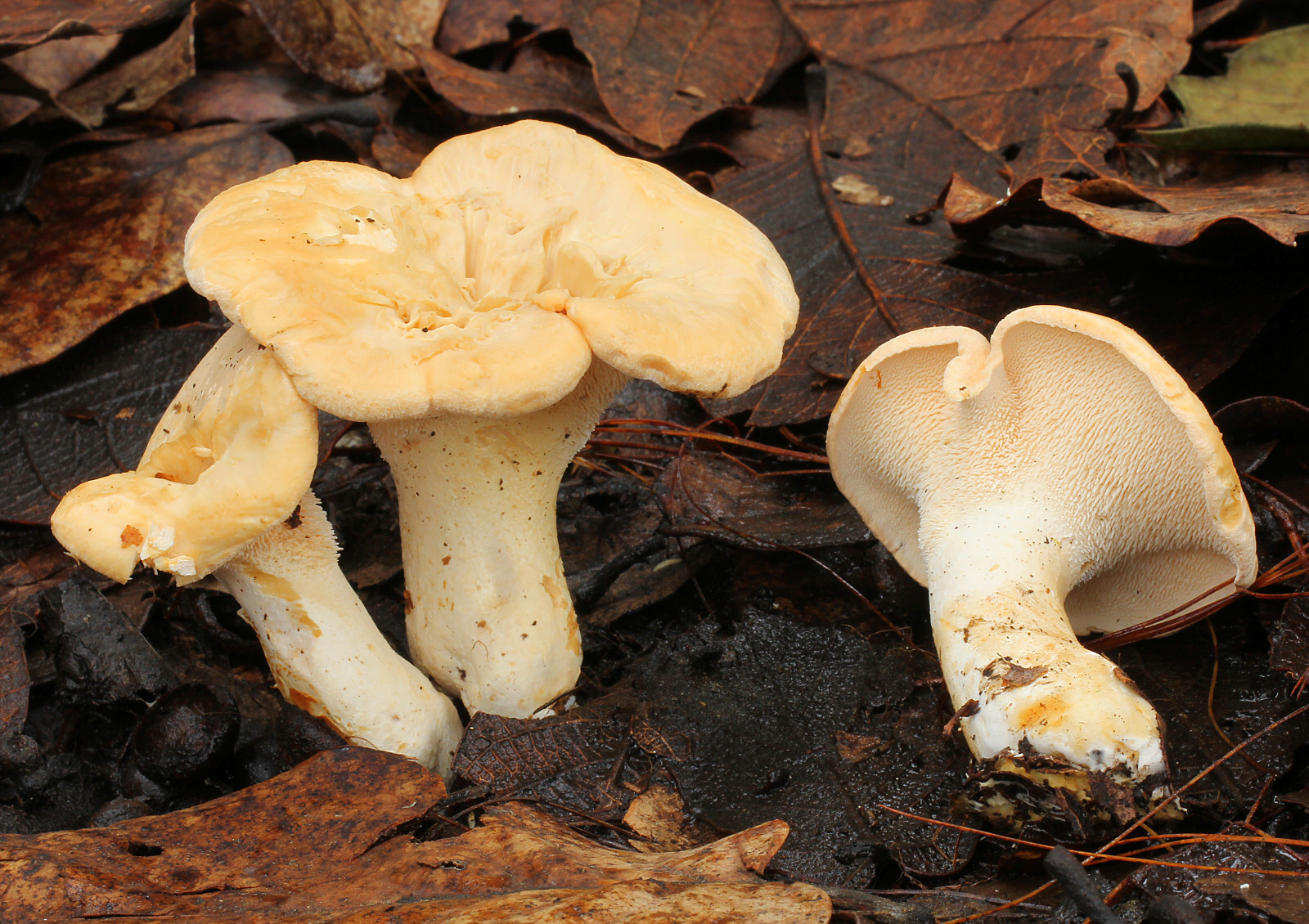
Hydnum repandum
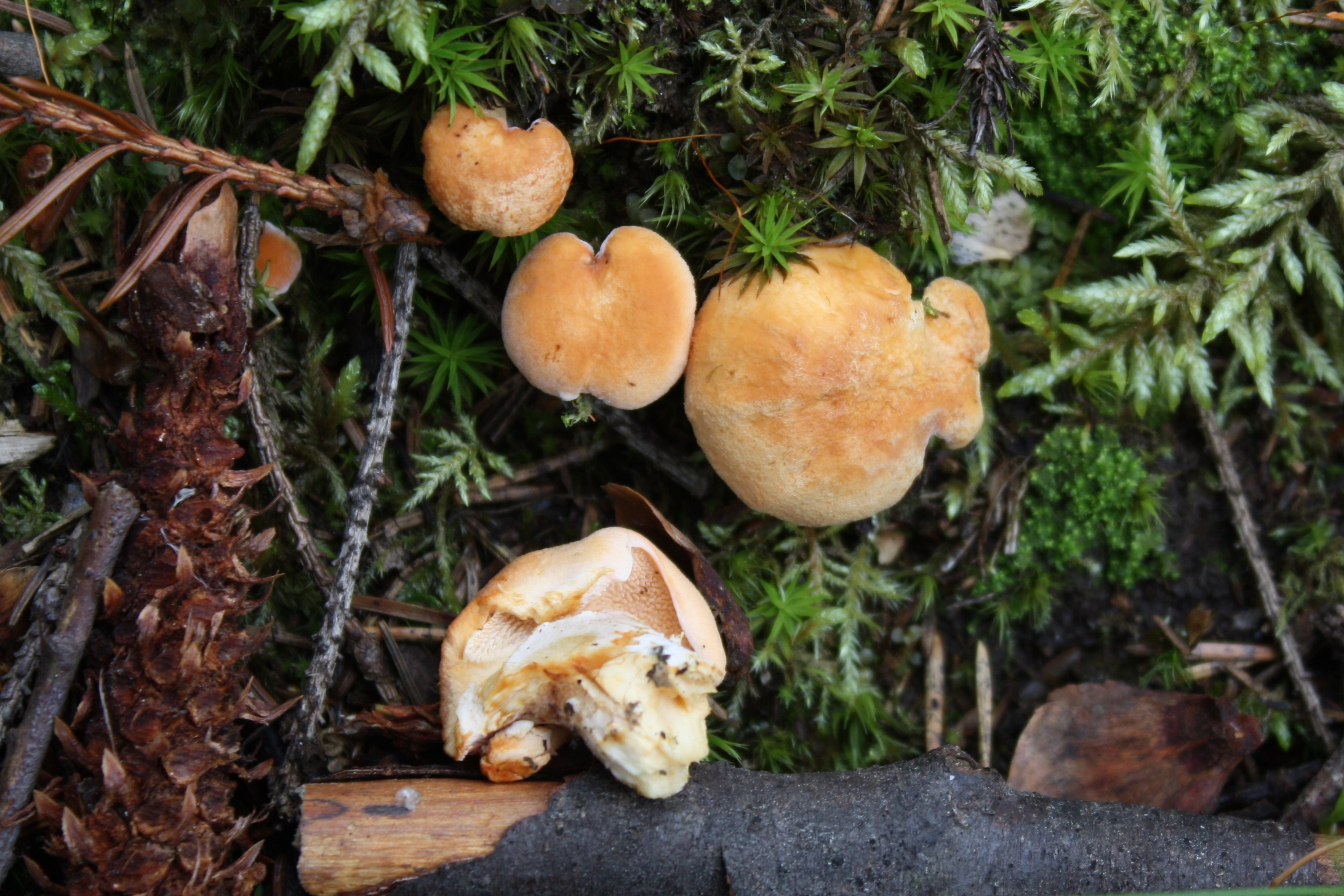
Hydnum rufescens
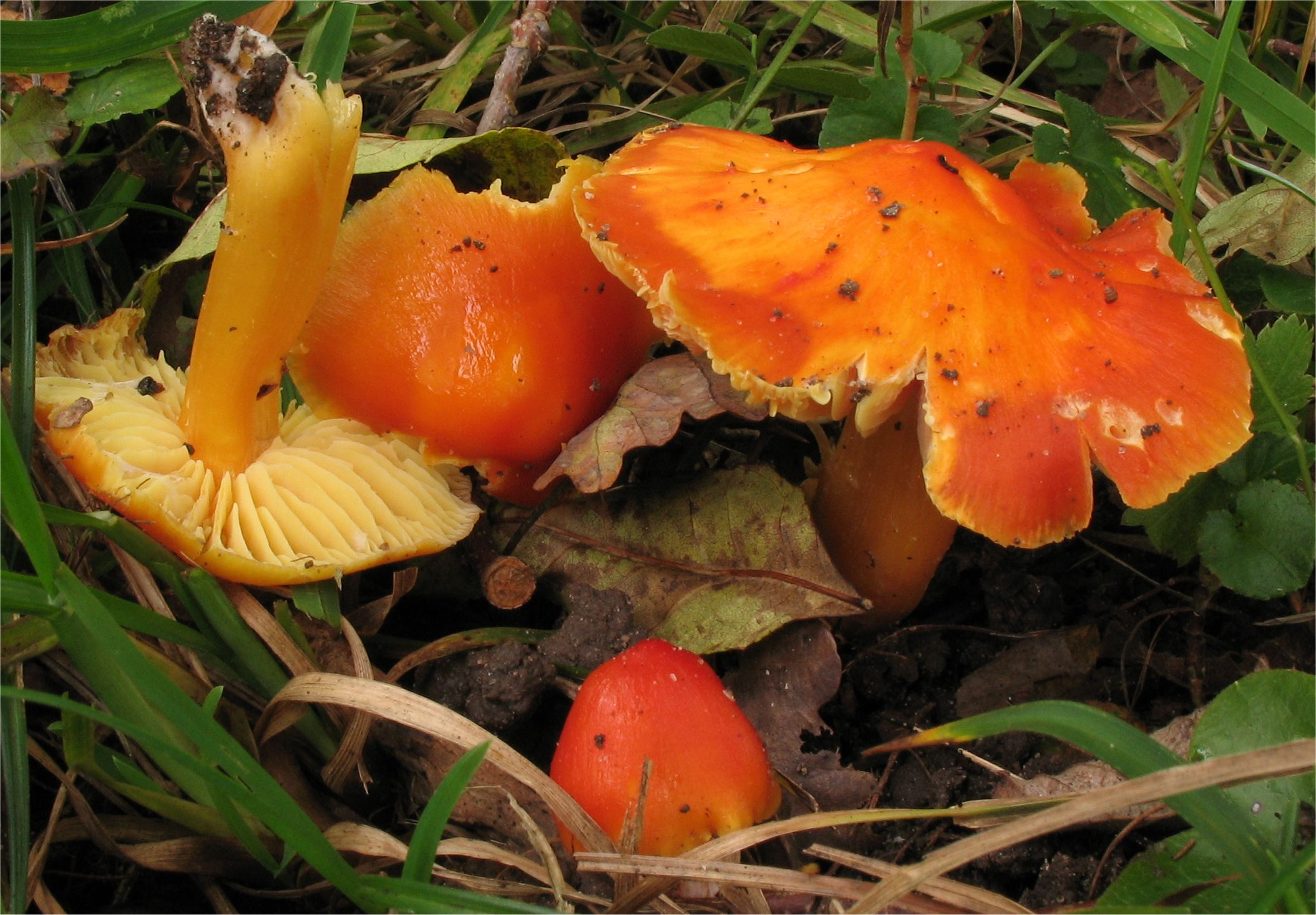
Hygrocybe aurantiosplendens

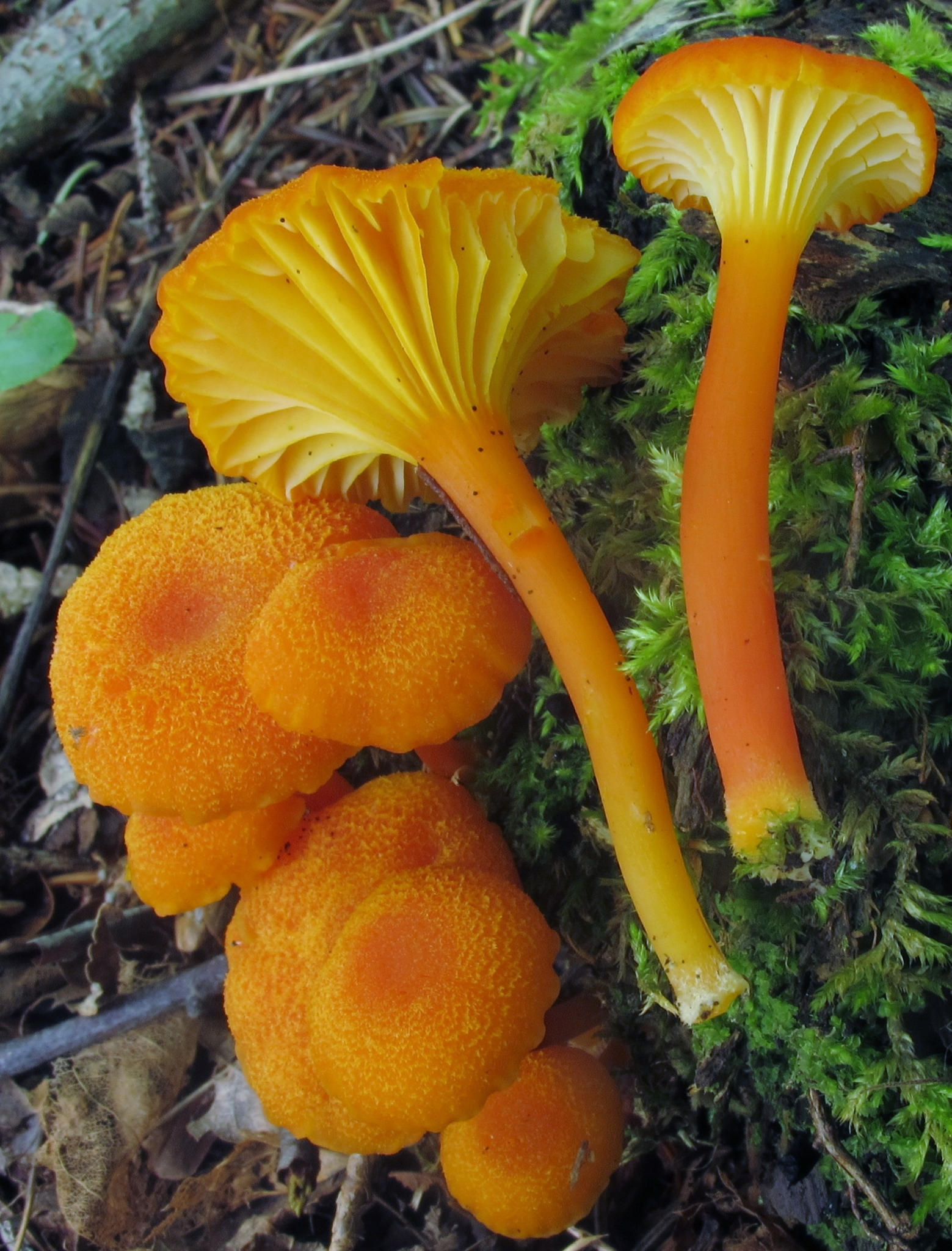
Hygrocybe cantharellus
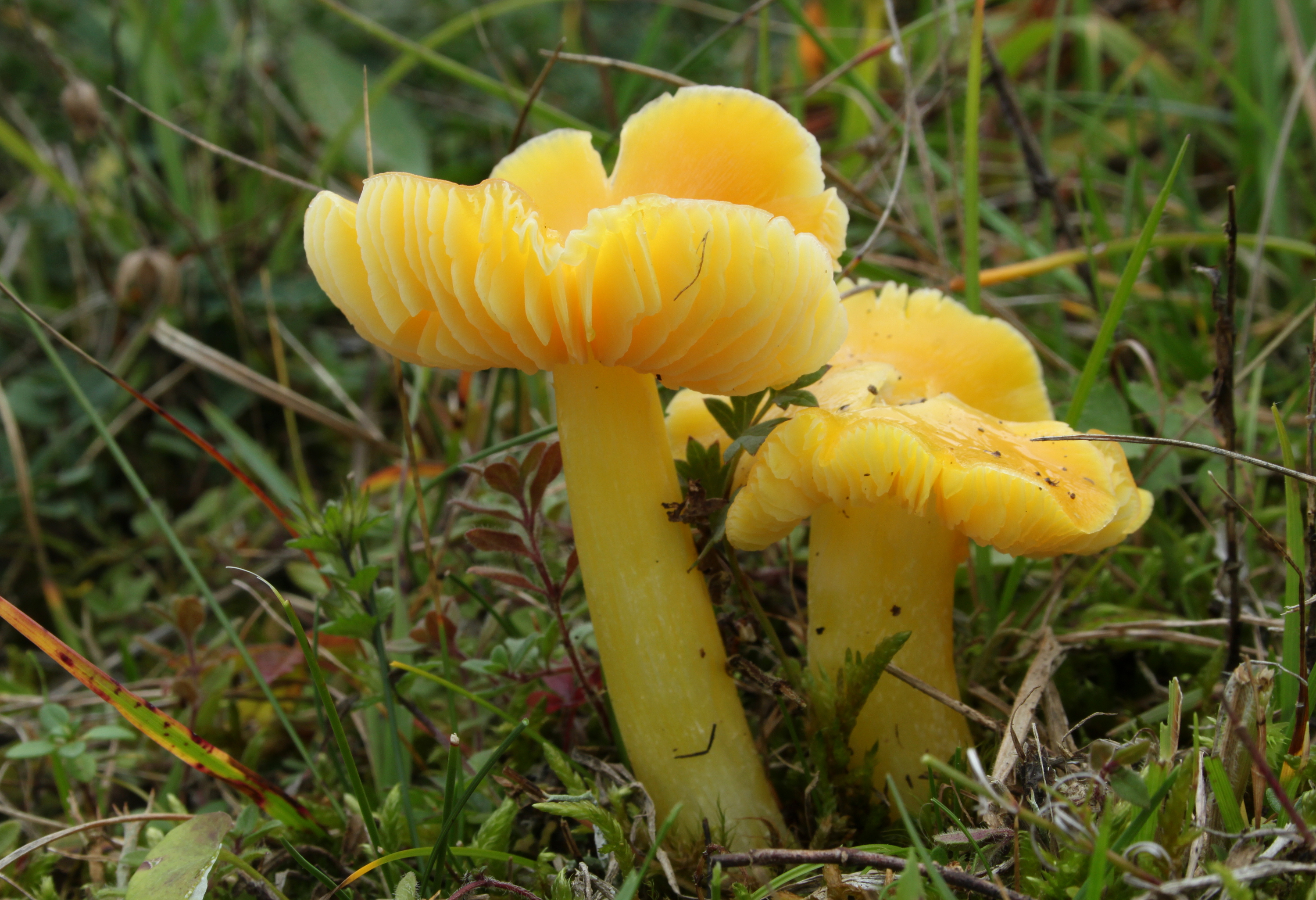
Hygrocybe chlorophana
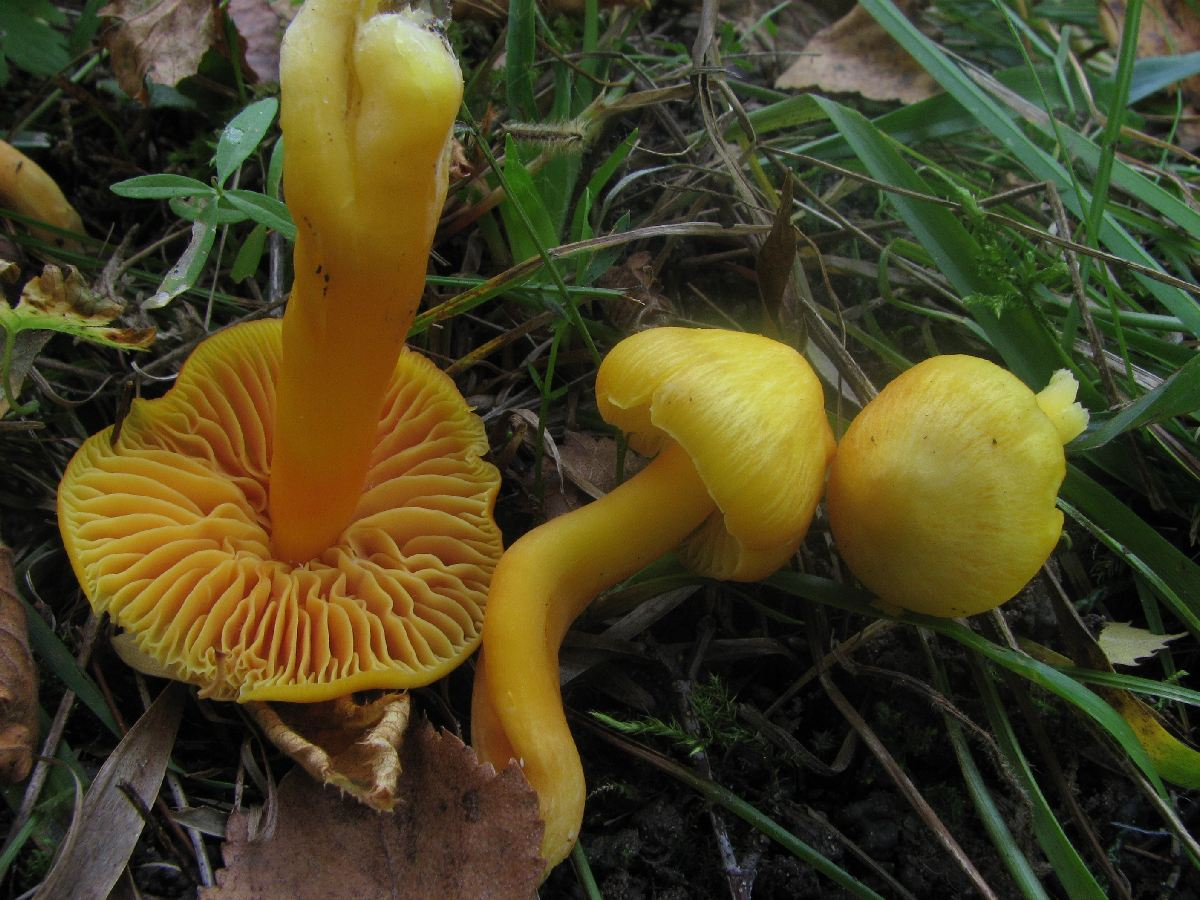
Hygrocybe quieta
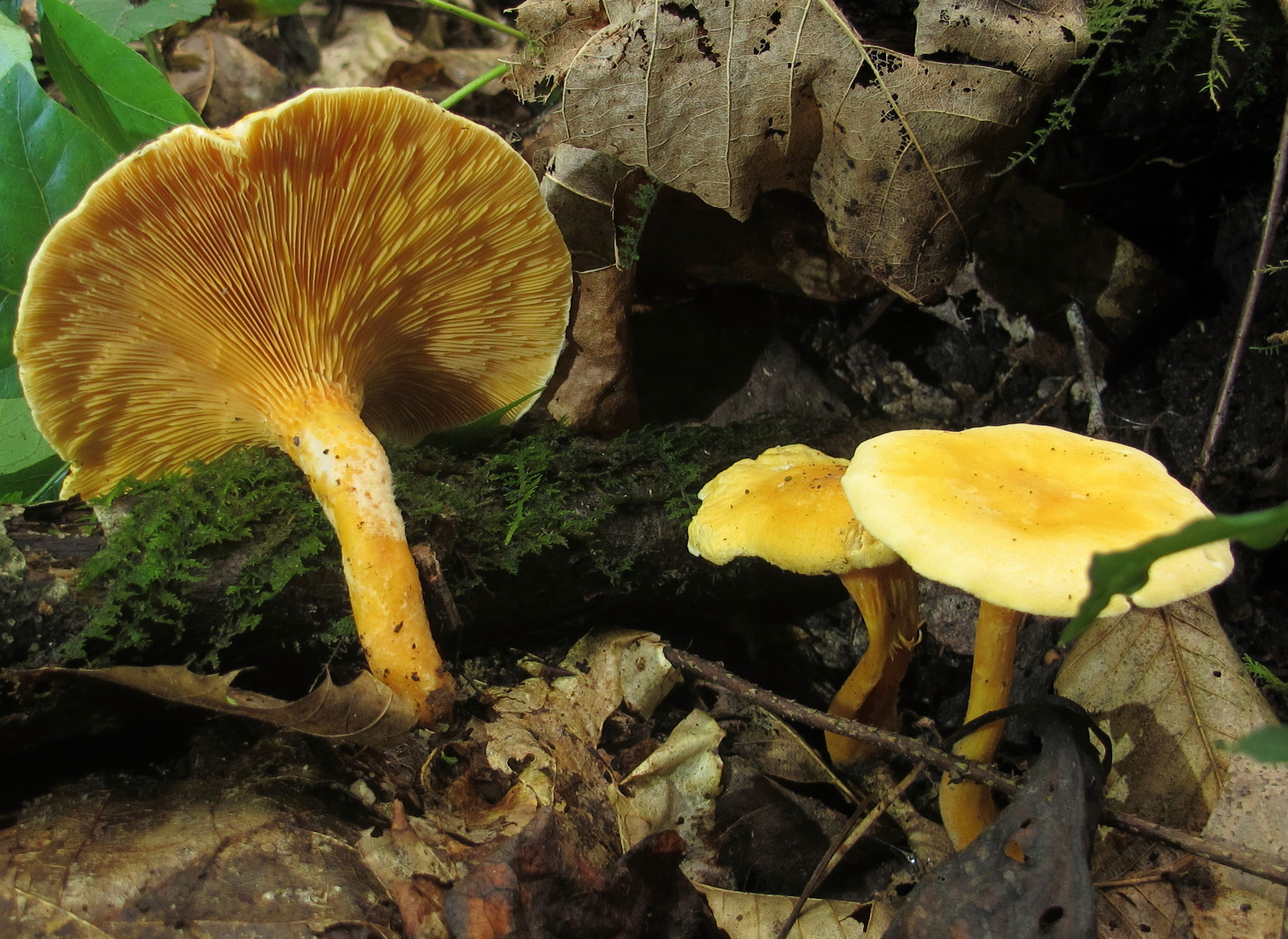
Hygrophoropsis aurantiaca
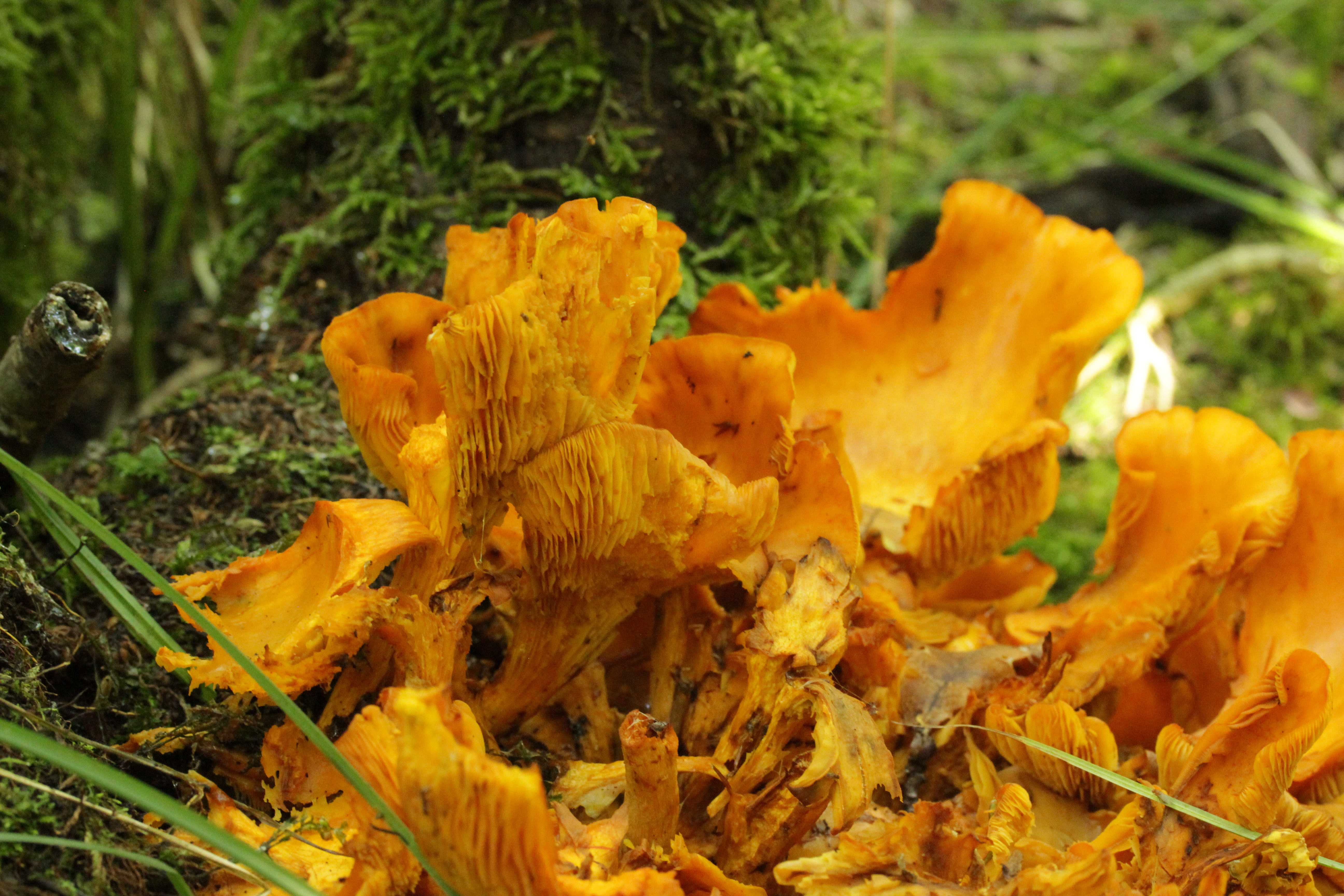
!! Omphalotus olearius!!

## Valorificare
Cantharellus amethysteus este o ciupercă foarte gustoasă și abundentă. Mai departe este considerată o ciupercă medicinală în Naturopatie sau în medicina tradițională chineză și japoneză. Ingrediente active care au efecte antivirale, antioxidante, anticancerigene si antibiotice au fost descoperite, ca în toate speciile genului. De asemenea, au un conținut ridicat de vitamine și minerale. În Elveția este vândută la piață.
Buretele odată uscat, poate fi folosit în sosuri și supe, dar atunci nu este foarte gustos, rămânând destul de tare, elastic și amărui. 